# Erwin Strahl

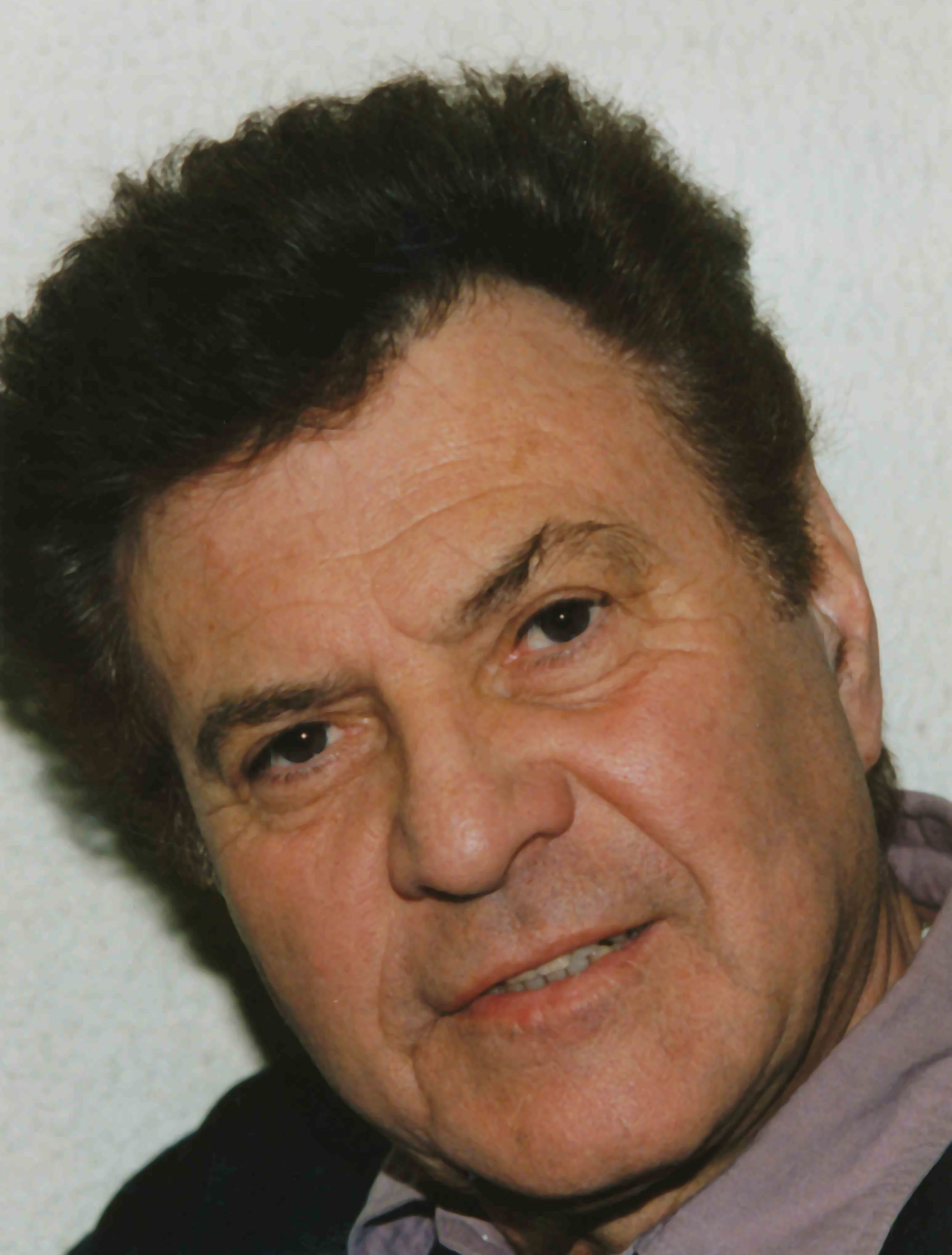
Erwin Strahl

Erwin Strahl (* 12. Februar 1929 als Erwin Eduard Bäuml in Wien-Hietzing; † 20. April 2011 in Wien) war ein österreichischer Schauspieler.

## Leben
Strahl besuchte das Max-Reinhardt-Seminar in Wien und erhielt 1948 sein erstes Engagement am Stadttheater Klagenfurt. Im Privattheater „Die Insel“ stand er 1950 erstmals in Wien auf der Bühne. Bei Gastspielen machte er in Luzern, Zürich und St. Gallen Station. Strahl, der sich an kein bestimmtes Theater band, trat auch an den Münchner Kammerspielen, in Wien im Theater in der Josefstadt und in Berlin am Theater am Kurfürstendamm auf.
Seine Filmarbeit begann Strahl als Hauptdarsteller in einem frühen Aufklärungsfilm. Danach war er meist in kleinen Rollen in Heimatfilmen und anderen Produktionen der fünfziger Jahre zu sehen. Er mimte oft glatte, negativ gezeichnete Charaktere, die anderen im Wege stehen. In dem Ludwig-Ganghofer-Film Der Jäger von Fall (1957) war er als Wilderer zu sehen. In der Edgar-Wallace-Verfilmung Der Frosch mit der Maske (1959) spielte er einen Polizisten, der sich als Komplize einer Verbrecherbande erweist. In der Fernseh-Adaption des Romans Radetzkymarsch (1965) sah man ihn als arroganten Rittmeister Graf Tattenbach, der mutwillig den jüdischen Regimentsarzt in einem provozierten Duell tötet. Strahl betätigte sich auch als Übersetzer und Bearbeiter fremdsprachiger Theaterstücke. Ausnahmsweise versuchte er sich 1970 in einem Lederhosenfilm als Regisseur und Drehbuchautor.
2009 wurde der Künstler in Würdigung seiner langjährigen und herausragenden Verdienste um Theater, Film und Kunst zum ordentlichen Ehrenmitglied der Europäischen Kulturwerkstatt (EKW) im Admiralspalast Berlin berufen.
Erwin Strahl wurde im engsten Familienkreis auf dem Hietzinger Friedhof (Gruppe 17, Reihe 3, Nummer 130) in Wien beigesetzt.

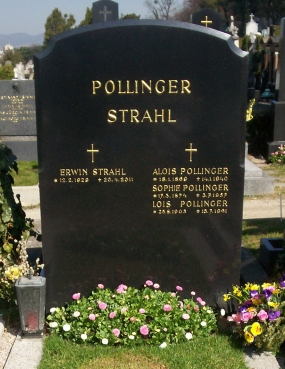
Erwin Strahls Grabstätte

2019 wurde der Erwin-Strahl-Weg im Maxingpark in Wien-Hietzing nach ihm benannt.

## Privatleben
Erwin Strahl war zunächst mit der Schauspielerin Franca Parisi verheiratet. Am 28. Juli 1966 heiratete er in Wien seine langjährige Lebensgefährtin, die Schauspielerin Waltraut Haas. Daran schloss sich am 30. Juli 1966 in Sankt Gilgen die kirchliche Eheschließung im Rahmen der Dreharbeiten zu der Agenten-Parodie 00 sex am Wolfgangsee an. Beider gemeinsamer Sohn ist der Theaterregisseur Marcus Strahl (* 2. Juli 1968). Zusammen mit seiner Frau war Erwin Strahl immer wieder bei öffentlichen Auftritten aktiv und stand auch gelegentlich mit ihr auf der Bühne.

## Filmografie
- 1949: Vom Mädchen zur Frau
- 1952: Abenteuer im Schloss
- 1952: Der Verschwender
- 1953: Südliche Nächte
- 1953: Dein Herz ist meine Heimat
- 1953: Franz Schubert – Ein Leben in zwei Sätzen
- 1954: Hochzeitsglocken
- 1954: Dein Mund verspricht mir Liebe
- 1954: Begegnung in Rom
- 1954: Auf der Reeperbahn nachts um halb eins
- 1955: Die heilige Lüge
- 1955: Drei Tage Mittelarrest
- 1956: Die Entführung aus dem Serail (TV)
- 1956: In Hamburg sind die Nächte lang
- 1956: Auf Wiedersehn am Bodensee
- 1957: Der Jäger von Fall
- 1957: Für zwei Groschen Zärtlichkeit
- 1957: Wien, du Stadt meiner Träume
- 1958: Mikosch, der Stolz der Kompanie
- 1959: Der Frosch mit der Maske
- 1959: Intimitäten (TV)
- 1960: Flitterwochen in der Hölle
- 1960: Jovanka und die anderen (Jovanka e le altre)
- 1961: Robert und Bertram
- 1961: Die vor die Hunde gehen (Les honneurs de la guerre)
- 1962: Seelische Grausamkeit
- 1962: Alarm für Dora X – Bilderschmuggel (Fernsehreihe)
- 1962: Romanze in Venedig
- 1962: Ein verlorener Brief (TV)
- 1963: Die Kunst, die Männer zu besiegen (TV)
- 1963: Der Unsichtbare
- 1963: Freundschaftsspiel (TV)
- 1964: Tausend Worte Französisch (TV)
- 1964: Schwejks Flegeljahre
- 1964: Gesucht: Reisebegleiter (Fernsehserie Das Kriminalmuseum)
- 1964: Treffpunkt Wien (Fernsehserie Die fünfte Kolonne)
- 1965: Radetzkymarsch (Fernsehfilm)
- 1966: Donaugeschichten – W. M. und die Diplomatie (Fernsehreihe)
- 1966: Der Mörder mit dem Seidenschal
- 1966: 00 sex am Wolfgangsee
- 1968: Pater Brown – Die Sünden des Prinzen Saradin (Fernsehreihe)
- 1968: Kommissar X – Drei blaue Panther
- 1968: Spaghetti (TV)
- 1968: Funkstreife XY – ich pfeif’ auf mein Leben
- 1969: Oberinspektor Marek – Einfacher Doppelmord (Fernsehserie)
- 1969: Die Geschichte der 1002. Nacht (Fernsehfilm)
- 1970: Schwarzer Nerz auf zarter Haut
- 1970: Keine Angst Liebling, ich pass schon auf! (auch Regie und Drehbuch)
- 1971: Blaue Blüten (Fernsehfilm)
- 1971: Duell zu dritt (Fernsehserie)
- 1971: Die Zuckerbäckerin (Fernsehfilm)
- 1971: Herr Pfeffermaus und seine Freunde (Fernsehfilm)
- 1972: Die Abenteuer des braven Soldaten Schwejk (Fernsehserie)
- 1972: Der Fall Opa (Fernsehfilm)
- 1972: Jetzt nicht, Liebling (Fernsehfilm)
- 1973: Die Tausender-Reportage – Comeback in Luxemburg (Fernsehreihe)
- 1974: Hallo – Hotel Sacher... Portier! – Das Lämmchen (Fernsehreihe)
- 1974: Donauzwilling im Doppelbett (Kurzfilm)
- 1975: Großes Glück zu kleinen Preisen (TV)
- 1986: Der Fall Harrer
- 1987: Heiteres Bezirksgericht – Bella Justitia oder Eine schöne Gerechtigkeit (Fernsehreihe)
- 1988: War and Remembrance (Fernsehserie)
- 1991: Malko – Eye of the Widow
- 1999: Kaisermühlen Blues – Das Jahrtausendbaby (Fernsehreihe)
- 2001: Dolce Vita & Co – Frühlingserwachen (Fernsehreihe)